# Tachydromia sibirica
Tachydromia sibirica är en tvåvingeart som beskrevs av Igor Shamshev 1993. Tachydromia sibirica ingår i släktet Tachydromia och familjen puckeldansflugor. Inga underarter finns listade i Catalogue of Life.